# 后勤学院 (越南)
后勤学院，是越南国防部所辖培训越南人民军后勤军官的军事院校。 

## 历史
1951年初，随着边界战役的胜利结束，中国军事顾问团帮助人民军总部起草了《建设主力部队方案》和编制装备计划。经印支共中央批准后施行。在军事顾问团向人民军总部提出整编方案的基础上，马西夫率领的中国后勤顾问组根据人民军后勤的现实情况，按照精简、节约、效能的原则，帮助拟订了总后勤局与下属各局以及师、团的后勤组织编制方案和工作职责草案。总后勤局领导研究后，于1951年1月在总局各局长会议上提出整编计划。经过半年的酝酿准备，下半年基本完成了整编任务。在新的形势下，为提高后勤干部的思想与业务水平，后勤顾问组帮助总后勤局进行了后勤干部的培训工作。党中央委员、总供应局主任陈登宁在中国顾问帮助下1951年5月22日到8月17日举办首期供应干部训练班，受训学员88 人。另一部分后勤干部到中国有关院校接受训练。首期训练的侧重点为思想教育，主要解决后勤干部应有的修养和作风，自觉地检查了思想，提高了政治觉悟，树立全心全意为部队为战士服务的思想；业务学习包括标准制度、工作职责以及运动战中的后勤保障工作等基本知识。1951年6月15日，胡志明发来贺信，指出：供应工作与前线的直接战斗一样重要，要提供足够的枪支弹药稻米；新的军队要赢得抗战胜利；供应工作要牢固树立节约、诚实。 1958年正式设立后勤学校。1974年7月23日根据国防部188/QĐ-QP命令升级总后勤局后勤军官学校成立后勤学院。
1980年分立出后勤学校。1996年3月16日根据国防部257/QĐ-QP命令，后勤学校并入后勤学院。

## 机构设置
行政机构：
1. 训练部
2. 军事科学部
3. 政治部
4. 后勤部
5. 院办
6. 技术部
7. 研究生部
8. 军事科学通信部
9. 财务部
10. 训练实践生产中心
11. 工程管理委员会
12. 军事后勤科学研究院
13. 军事后勤科学研究杂志
14. 教育训练质量保证与考试委员会

训练部：
- 后勤指挥科
- 军需科
- 运载科
- 油料科
- 營齋科
- 财务科
- 军事科
- 马列主义胡志明思想科
- 党的工作政治工作科
- 基础科学科
- 外语科
- 军事业校-国民经济大学
- 军事业校-财务学院
- 后勤战役科

学员管理：
- 研究生系
- 后勤参谋指挥系
- 专业系
- 外军系
- 大学系（非军籍）
- 1营
- 2营
- 3营
- 4营
- 5营